# 후루야 게이지
후루야 게이지(일본어: 古屋 圭司 후루야 케이지[*], 1952년 11월 1일 ~ )는 일본의 정치인이다. 자유민주당 소속의 중의원 의원으로, 중의원 상공위원장·문부과학위원장, 자민당 청년국장, 경제산업부대신, 방재 특명담당대신, 국가공안위원장을 역임하였다. 지역구는 기후현 제5구이다.